# VIRG
VIRG（ヴァーグ、1972年9月2日 - ）は、アメリカ合衆国ニューヨーク出身の振付師、ダンサー、シンガー、アーティスト、俳優、ディレクター、音楽プロデューサー。

## 生い立ち
幼少時から作曲を始める。

## 経歴
Dance（ダンス）、Music（ミュージック）、Entertainment（エンターテイメント）を意味する DME-WORLD を設立独立し、
キャットデルナ、ジェイショーン、ロイドなど他多数の世界的トップアーティスト陣の日本ツアーのプロデュースも手掛ける。
マイケルのメイン振付師であるトラヴィスペインのマネージメントも行う。